# نهر سالمون
نهر سالمون أو نهر السلمون (بالإنجليزية: Salmon River)، معروف أيضًا باسم "نهر اللاعودة" (بالإنجليزية: The River of No Return)، هو نهر يقع في ولاية أيداهو في غرب الولايات المتحدة. يتدفق النهر على طول 425 ميل (684 كـم) عبر وسط ولاية أيداه
و، مما أدى إلى تجفيف مستجمعات المياه الوعرة ذات الكثافة السكانية المنخفضة والتي يبلغ حجمها 14,000 ميل مربع (36,000 كـم2). ينخفض النهر أكثر من 7,000 قدم (2,100 م) من منابعه بالقرب من قمة جالينا، إلى مصبه نهر الثعبان. يبلغ متوسط تفريغه عند قياسه في وايت بيرد، 11,060 قدم مكعب لكل ثانية (82,700 غال-أمريكي/ثا؛ 313 م3/ث). نهر السلمون هو أطول نهر غير مسدود في الولايات المتحدة المتجاورة، والأطول داخل ولاية واحدة خارج ألاسكا.

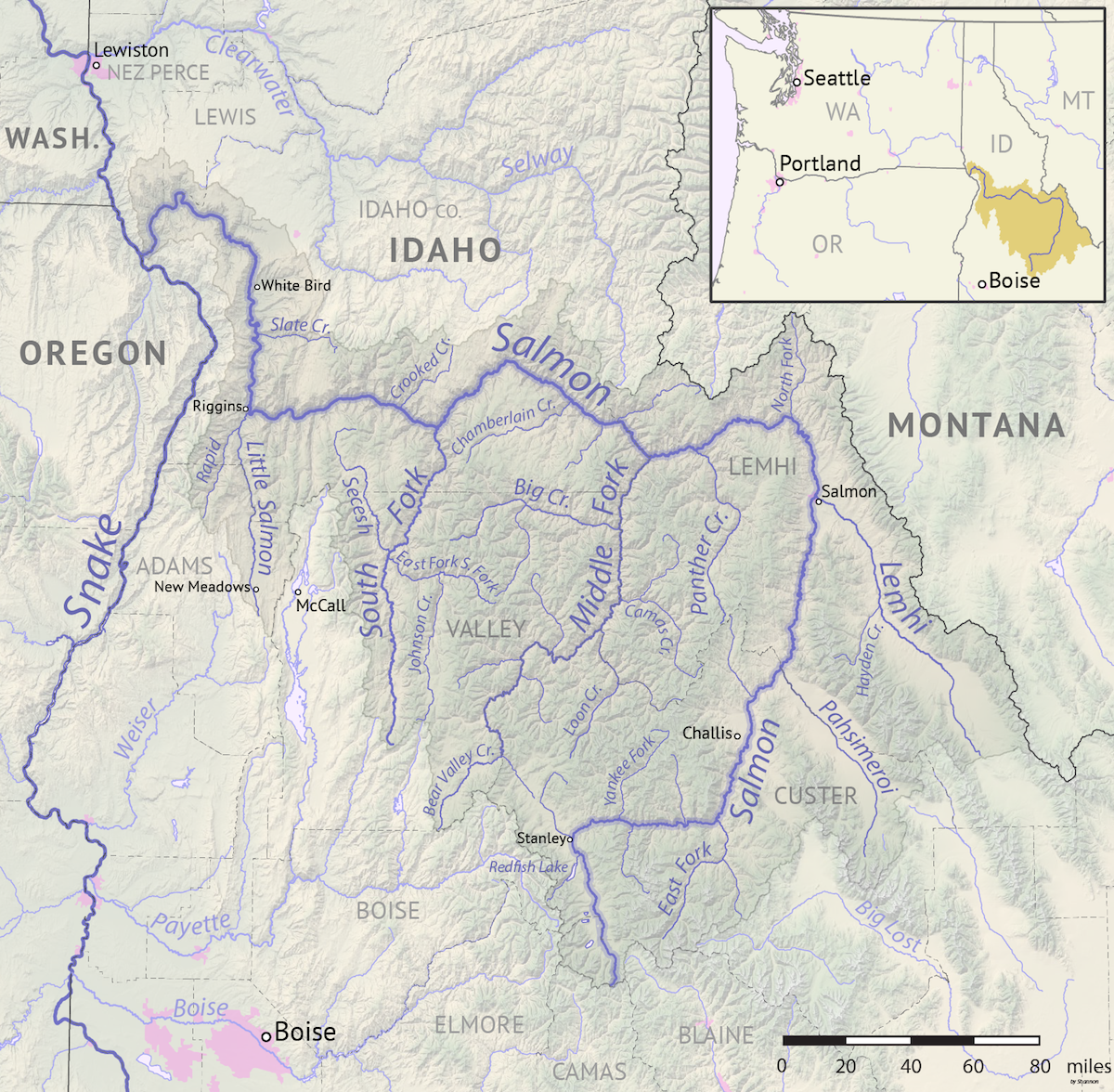
خريطة لحوض تصريف نهر السلمون مع روافده

تشمل المستوطنات الواقعة على طول نهر السلمون مدن ستانلي وكلايتون وتشاليس وسالمون وريجينز ووايت بيرد. وتعتبر بحيرتا ريدفيش وليتل ريدفيش، اللاتي يتدفق النهر عبرهما، المحطة النهائية لأطول هجرة لسمك السلمون الأحمر ثم إلى المحيط الهادئ في أمريكا الشمالية. يوفر النصف السفلي من النهر حدود المنطقة الزمنية للولاية، مع شمال أيداهو بتوقيت المحيط الهادئ وبقية الولاية في التوقيت الجبلي.